# エヴァ・オーリン
エヴァ・オーリン（エヴァ・アウリン、Ewa Aulin、1950年2月13日 - ）は、スウェーデン出身の女優。

## 来歴
スコーネ県ランズクルーナ出身。ロリータ的魅力で1960年代後半から1970年代にかけてアイドル的女優として人気を得ていた。
15歳のときにミス・ティーン・インターナショナルで優勝し、本国で映画デビューのあとイタリアに渡り、『殺しを呼ぶ卵』でイタリア・デビューを果たした。
その後、ハリウッド系映画の『キャンディ』で人気を得る。『キャンディ』にチョイ役出演していたイギリス人ライター、ジョン・シャドーと結婚し、1969年に長男ショーンを出産したが、1972年に離婚した。
本人も自覚していた演技力の問題もあり、次第に仕事はイタリアなどのB級映画かホラー映画への出演が多くなった。1974年にイタリアの建築家チェザーレ・パラディーノと再婚した後は芸能活動から引退していたが、1996年に一度だけ映画に出演をした。

## 代表作
- 危険な恋人 （Col cuore in gola, 1967年）
- 殺しを呼ぶ卵 （La Morte ha fatto l'uovo, 1968年）
- キャンディ （Candy, 1969年）
- 004/アタック作戦 （Start the Revolution Without Me, 1970年）
- 悪魔の入浴・死霊の行水 （Ceremonia sangrienta, 1973年）
- 欲情の血族 （La Morte ha sorriso all'assassino, 1973年）